# Tsgabu Grmay
Tsgabu Gebremaryan Grmay (Tigrinya und amharisch ጽጋቡ ገብረማርያም ግርማይ; * 25. August 1991 in Mek’ele) ist ein äthiopischer Straßenradrennfahrer.

## Sportliche Laufbahn
Tsgabu Grmay wurde 2010 und 2011 vom Centre Mondial du Cyclisme des Weltradsportverbandes UCI unterstützt und nahm auch für dieses an diversen Radrennen teil. Bei den Afrikameisterschaften 2010 belegte er den sechsten Platz im Einzelzeitfahren und gewann damit die Bronzemedaille in der U23-Klasse. Ab 2012 fuhr Grmay für die südafrikanische Mannschaft MTN Qhubeka. Bei der Afrikameisterschaft 2012 belegte er den zweiten Platz im Zeitfahren und wurde damit U23-Meister. 2013 gewann Grmay eine Bergankunft bei der Tour de Taiwan und belegte am Ende den zweiten Platz in der Gesamtwertung. Außerdem wurde er äthiopischer Meister im Straßenrennen sowie im Einzelzeitfahren. Beide Titel konnte er 2014 verteidigen.
Zu Beginn des Jahres 2015 wechselte Grmay zur italienischen Mannschaft Lampre-Merida, für die er bei der Tour Down Under sofort den 11. Gesamtrang verbuchen konnte. Bei den Afrikameisterschaften gewann Grmay die Goldmedaille im Einzelzeitfahren sowie die Bronzemedaille im Teamzeitfahren. 2017, 2018 und 2019 wurde er äthiopischer Meister im Einzelzeitfahren. Bei den Afrikameisterschaften 2021 errang er mit der äthiopischen Nationalmannschaft Bronze in der Mixed-Staffel.

## Erfolge
2010
- Afrikameisterschaft im Einzelzeitfahren (U23)

2012
- Afrikameister im Einzelzeitfahren (U23)
- Afrikameisterschaft im Einzelzeitfahren

2013
- eine Etappe Tour de Taiwan
- Äthiopischer Meister im Einzelzeitfahren
- Äthiopischer Meister im Einzelzeitfahren (U23)
- Äthiopischer Meister im Straßenrennen
- Äthiopischer Meister im Straßenrennen (U23)

2014
- Äthiopischer Meister im Einzelzeitfahren
- Äthiopischer Meister im Straßenrennen

2015
- Afrikameister im Einzelzeitfahren
- Afrikameisterschaft im Mannschaftszeitfahren
- Äthiopischer Meister im Einzelzeitfahren
- Äthiopischer Meister im Straßenrennen

2016
- Afrikameisterschaft im Einzelzeitfahren

2017
- Äthiopischer Meister im Einzelzeitfahren

2018
- Äthiopischer Meister im Einzelzeitfahren

2019
- Äthiopischer Meister im Einzelzeitfahren

2021
- Afrikameisterschaft – Mixed-Staffel

2023
- Äthiopischer Meister im Einzelzeitfahren

## Grand-Tour-Platzierungen
| Grand Tour            | 2015 | 2016 | 2017 | 2018 | 2019 | 2020 | 2021 | 2022 | 2023 |
| --------------------- | ---- | ---- | ---- | ---- | ---- | ---- | ---- | ---- | ---- |
| Giro d’ItaliaGiro     | 91   | –    | –    | –    | –    | –    | –    | –    | –    |
| Tour de FranceTour    | –    | 92   | 73   | DNF  | –    | –    | –    | –    | –    |
| Vuelta a EspañaVuelta | 125  | 62   | –    | –    | 62   | 54   | –    | –    | –    |